# 臺灣大學哲學系事件
臺大哲學系事件，是指1972年12月到1975年6月之間，在國立台灣大學校內，以「反共」之名，對國立臺灣大學哲學系內自由派學者進行整肅的一連串行動，並導致臺大哲學系教職員包括陳鼓應、王曉波、楊斐華、胡基峻、李日章、陳明玉、梁振生、黃天成、郭實瑜、鍾友聯、黃慶明、趙天儀及美國籍客座教授馬樂伯遭解聘，臺大哲學研究所停止招生一年。
這個事件被認為是由中國國民黨特務系統發動，以壓制因保釣運動而起的學生運動風潮，警備總部也曾介入此事。

## 時代背景
1970年代，由於中華民國在國際政治舞臺上接連受到重大打擊（被迫退出聯合國、美國總統尼克森訪問中華人民共和國、與日本斷交），於是幾乎在同一時期發生的釣魚臺主權爭議，便成為臺大學生表達政治關懷的最佳途徑。
學者陳鼓應與王曉波等人於1971年創刊的大學雜誌上鼓吹自由主義，並介紹保釣運動，並將其視為建立中國民族主義的基礎。他們同時在台大校園內推廣他們的想法，希望學生加入保釣運動，主動以海報等方式表達自己的政治觀點，並希望以此來推動學生運動的發展。
中華民國政府對於大學生以「愛國」之名進行學運串連有所疑慮，也擔心因中國民族主義造成人民支持中華人民共和國。1972年4月4日到4月9日，《中央日報》連續六天在其副刊連載署名「孤影」的《一個小市民的心聲》長文，反對學生運動、反對言論自由、反對自由派知識份子、反對學術自由，鼓吹應給予政府更大的權力，以保障全國小老百姓能「吃一碗太平飯」。

## 職業學生事件
1972年12月4日，台大大學論壇社舉辦「民族主義座談會」，台大哲學系副教授講師陳鼓應對《一個小市民的心聲》的論調強力反駁，遭到當時哲學研究所學生馮滬祥發言反對，雙方發生爭論，馮指責陳「專門攻擊政府的黑暗面」，陳則批評馮為「職業學生」；另一位哲學系四年級學生錢永祥當場聲援陳鼓應，要求「大家不要聽職業學生的話」。
會後，馮滬祥具文向校長閻振興告狀，台大訓導處發文要求哲學系代主任趙天儀解除陳鼓應的導師職務，錢永祥也以「荒謬中傷同學」為由受到記大過一次的處分。錢永祥被記大過一事並未依照規定通知其導師趙天儀，錢永祥與趙天儀至訓導處抗議。台大訓導室承認記過不合程序，擇期另行召開懲戒委員會，但仍然記錢永祥一大過。
之後馮滬祥撰寫《青年與國難》一書，批評陳鼓應「挑撥勞工仇恨」、「渲染社會病態」。

## “為匪宣傳”事件
1973年2月12日，錢永祥與考古人類學研究所學生黃道琳被臺灣警備總司令部約談。隔日，警備總部搜索陳鼓應住處。台大哲學系副教授陳鼓應與哲學系講師王曉波隨後遭警總拘留，罪名是「為匪宣傳」。雖然陳鼓應及王曉波隨後由台大校長閻振興具保釋放，但陳鼓應在學期結束後便未獲臺大聘書，王曉波也於1974年6月以後不再續聘。

## 理則學零分事件
1973年6月，馮滬祥參加理則學期末考試，結果六題全錯，被任課講師楊樹同給了零分，使他無法順利畢業，馮滬祥便四處具狀陳情。哲學系召集諸位老師核對成績，確定為零分，馮滬祥威脅楊樹同必須讓他及格，提及「系務將整頓」之事。1974年3月，馮滬祥於哲學系緊急座談會中，再度表示遭打壓，「愛國學生」遭到迫害。
之後，哲學系系主任趙天儀本欲將馮滬祥以威脅師長的理由記過，但受到訓導長勸阻。但既然錢永祥指摘他人被記過，那馮滬祥威脅師長反而不被處罰，因而引起爭議。之後因趙天儀在之前對陳、王、錢等人的懲處並未積極配合，而被撤銷系主任職務。8月，由前臺大哲學系系主任成中英推薦，新聘到任的客座副教授孫智燊任代理系主任。

## 孫智燊的校務會議與大整肅
孫智燊到任後，便不斷指稱台大哲學系內有一批「共產黨同路人」。並將原本召開的哲學系校務會議臨時改為哲學系緊急座談會。會中批判哲學系內部有美國費正清集團及成中英支持之人士（後來成中英澄清為子虛烏有），並指控王曉波的碩士論文《先秦儒家社會哲學之研究》是在呼應中共的「批林批孔」行動。並記錄成紀要，對校內、校外宣傳。還通知媒體、政府，企圖擴大效應。此事件導致哲學系上九名教師聯名向校長閻振興告狀，但已無能為力。
孫智燊最後在1974年6月的教師續聘案中，建議對趙天儀、黃天成、王曉波、楊斐華、林正弘等多名教師不續聘，結果趙、王、楊三人在行政會議上獲得不續聘處分，解聘美籍客座教授馬樂伯（Robert Martin）。孫智燊更以系主任的權力，停聘李日章、胡基峻兩名兼任講師。
經過大規模的停聘風波後，蔣經國下令由教育部長、外交部長、司法行政部長、調查局長及國民黨副祕書長組成五人小組來處理此事。事後，孫智燊被解除代主任職務後返美，由其推薦的黃振華接任系主任。教育部強迫台大哲研所停止招生一年。1975年6月，黃天成、郭實渝兩名講師也獲得不續聘處分。

## 事件之後
孫智燊、馮滬祥都與當時由總政治作戰部主任王昇領導的秘密組織“心廬”有密切關係。（馮生為其中一員，孫氏則不是。但孫氏與心廬互動且密切。）洪耀勳教授則為此事件接任下屆主任。
在整個事件中，有八名教師受到不續聘處分；政府欲以此事打擊台大長久以來的學術自由甚為明顯。
此事件最後造成哲學系師資產生斷層，教學與思想品質下滑，台大學術思想趨於保守。之後的吳二煥事件即此事件之延伸。

## 獲得平反
1990年代台灣解嚴之後，要求重新調查台大哲學系事件的呼聲再起；1993年，台灣大學組成專案調查小組，對台大哲學系事件進行調查。；但是警備總部等單位都認為調查小組非司法單位，拒絕配合提供資料。1995年，台大委請監察院進行調查。1997年，台大哲學系事件獲得平反，陳鼓應與王曉波復職重回台大授課，其他受難人也多獲得賠償或回到台大哲學系任教。

## 外部連結
- 台大組成專案小組調查哲學系事件，海外學人月刊，台灣教育部出版，1993年十月號，頁44；台大人談台大事，陳汝勤，台大校友雙月刊29期，網站 http://www.alum.ntu.edu.tw/read.php?num=29&sn=594&check= （页面存档备份，存于）
- 台大簡史， https://web.archive.org/web/20081205091148/http://www.ntu.edu.tw/chinese/AboutNTU/history/history.html
- 游欣璇, 臺大哲學系事件之研究 （页面存档备份，存于）, 國立政治大學台灣史研究所, 2011
- 台大哲學系事件年表 （页面存档备份，存于）